# 中川信子
中川 信子（なかがわ のぶこ、1948年 - ）は、日本の言語聴覚士である。小児の言語発達遅滞に対する支援を専門として、相談・指導活動に従事するかたわら、講演・執筆活動などを行っている。

## 略歴
1948年に東京都で生まれ、福岡県・広島県で育つ。ノートルダム清心中学校・高等学校を卒業。三木安正に惹かれ、東京大学教育学部教育心理学科に進学。在学中に、交通事故の後遺症で失語症になった子どもの家庭教師を引き受けたことをきっかけに、言語聴覚士を志す。1972年、国立聴力言語障害センター付属聴能言語専門職員養成所（現・国立障害者リハビリテーションセンター学院）に入学。1973年、卒業と同時に神奈川県総合リハビリテーションセンターに入職するも、健康を害し、1975年に退職。それ以降は、子育てのかたわら、調布市あゆみ学園を皮切りに東京逓信病院リハビリテーション室、調布市総合福祉センターなどで非常勤として勤務し、地域で小児の発達支援を行う言語聴覚士の先駆けとなる。
2002年、「子どもの発達支援を考えるSTの会」を設立し、小児の発達支援を行う言語聴覚士のネットワークを形成する（2014年に会員数が900人を突破）。さらに、2004年には、柳田節子とともにNPO「ことのはサポート」を立ち上げ、会報「言の葉通信」の発行、講演会の開催、特別支援学校への言語聴覚士派遣などを行う。さらに、東京都狛江市を中心に複数の自治体で、1歳半・3歳児健診後などで言語発達遅滞などの障害が疑われる就学前幼児の相談や指導にあたるほか、講演・執筆活動などを行っている。

## 著書

### 単著
- 『ことばをはぐくむ―発達に遅れのある子どもたちのために』（ぶどう社、1996年）
- 『健診とことばの相談――1歳6か月児健診と3歳児健診を中心に』（ぶどう社、1998年）
- 『1・2・3歳ことばの遅い子――ことばを育てる暮らしの中のヒント』（ぶどう社、1999年）
- 『発達障害とことばの相談~子どもの育ちを支える言語聴覚士のアプローチ』（小学館、2009年）
- 『ことばと心を豊かに育てる 子どもの発達に合わせたお母さんの語りかけ』（PHP研究所、2014年）

### 編著
- 『発達障害の子を育てる親の気持ちと向き合う』（金子書房、2017年）

### 監修
- 『きほんの遊び142―0~3歳 赤ちゃんの発達に合わせて楽しむ』（小学館、2004年）
- 『ことばの遅れのすべてがわかる本』（講談社、2006年）